# Point of Entry
Point of Entry er det britiske heavy metal-band Judas Priests syvende album, udgivet 26. februar 1981. 
I 1980 fik Judas Priest spillet numrene "Breaking the Law" og "Living After Midnight" fra deres British Steel-album spillet meget i radioen. Som et resultat deraf forsøgte bandet sig med en mere kommerciel musikalsk retning på Point of Entry. Dette blev dog kritiseret af nogle af bandets gamle fans.
Albummet indeholdt tre singler: "Heading Out to the Highway", "Don't Go" og "Hot Rockin' ". De optrådte live med "Heading Out to the Highway" frem til tiden omkring udgivelsen af Priest...Live!, og "Hot Rockin'" spilles stadig til bandets koncerter i dag.
Albummet blev digitalt forbedret og genudgivet i 2001 med to bonusspor: en liveversion af "Desert Plains" og et nummer der blev til under indspilningerne af Ram It Down.
Albummet har to forskellige omslag, et amerikansk og et europæisk.

## Spor
Alle sange skrevet af Rob Halford, K.K. Downing og Glenn Tipton bortset fra hvor andet er angivet.
1. "Heading Out to the Highway" – 3:47
2. "Don't Go" – 3:18
3. "Hot Rockin'" – 3:17
4. "Turning Circles" – 3:42
5. "Desert Plains" – 4:36
6. "Solar Angels" – 4:04
7. "You Say Yes" – 3:29
8. "All the Way" – 3:42
9. "Troubleshooter" – 4:00
10. "On the Run" – 3:47

### Bonusspor på genudgivelse
1. "Thunder Road" (Halford, Tipton) – 5:12
2. "Desert Plains" (Live) – 5:03

## Medlemmer
- Rob Halford – vokal
- K.K. Downing – guitar
- Glenn Tipton – guitar
- Ian Hill – bas
- Dave Holland – trommer